# Hærvejen
El Hærvejen (en alemán: Ochsenweg) es una ruta de senderismo y peregrinación que recorre la isla de Vendsyssel-Thy y la parte danesa de la península de Jutlandia. Su trazado está basado en un antiguo camino que era utilizado por los viajeros daneses y los comerciantes de bueyes en sus desplazamientos al sur. También fue usada, durante la Edad Media, por peregrinos que se dirigían a Roma, Santiago de Compostela así como –en dirección norte– a la catedral de Nidaros, en la actual Trondheim noruega. La llegada del ferrocarril en el siglo XIX causó su declive debido a que el ganado comenzó a transportarse por este nuevo medio.
Durante el siglo XX despertó el interés de varios investigadores daneses quienes estudiaron por donde pasaba su trazado y publicaron varias obras sobre este tema. En la década final se acometió su acondicionamiento y marcado por parte de las autoridades tras lo que, por parte de varias organizaciones particulares, se implantó una completa red de albergues que cubriese todo el recorrido.
Sus características físicas están determinadas por la geografía danesa. La ruta discurre mayoritariamente entre campos de cultivo y pequeños bosques. No atraviesa áreas montañosas sino que sube y baja suaves colinas. El territorio por el que pasa está caracterizado, también, por una baja densidad de población y lo normal es que atraviese pequeñas localidades donde, a veces, escasean los servicios. Tiene un tramo principal entre la ciudad de Viborg y Padborg, en la frontera alemana; a la vez que dos extensiones permiten la llegada o partida en las localidades norteñas de Hirtshals y Frederikshavn.
Tras su acondicionamiento y puesta en uso, el itinerario forma parte de la red de caminos de peregrinación en el área báltico-escandinava. Recorrido en dirección norte es uno de los caminos de San Olaf que conducen hasta Trondheim mientras que, en dirección sur, es parte del Camino de Santiago conocido como «Vía Jutlándica». Igualmente, en este sentido, permite el viaje a Roma ya que, siguiendo la citada «Vía Jutlándica», se pasa por la población alemana de Stade desde donde parte hacia el sur la denominada «Vía Romea Germánica».

## Historia

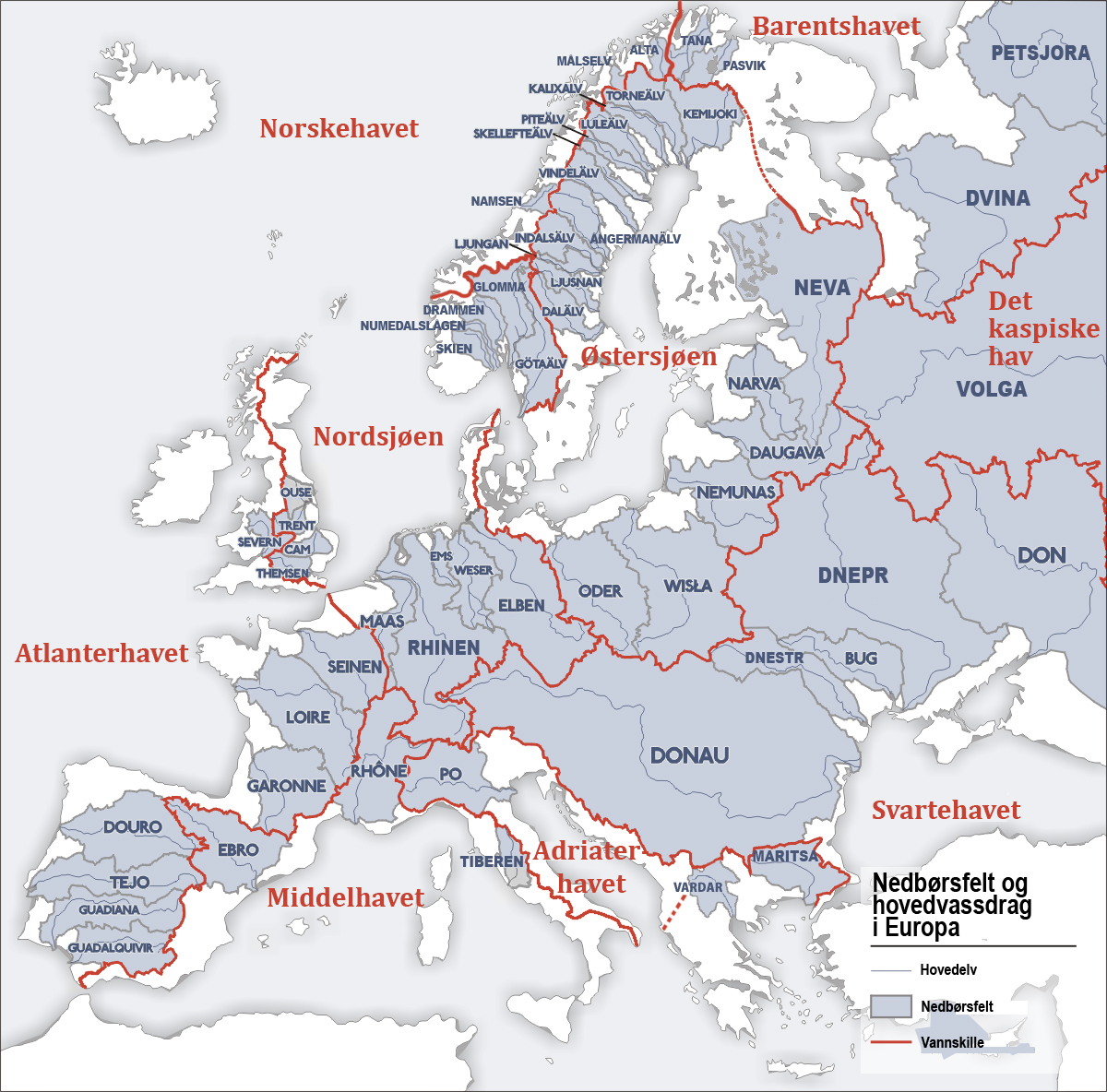
Mapa de las divisorias de aguas en Europa. El Hærvejen se desarrolló por la divisoria de la península de Jutlandia.

El trazado de la ruta se formó en la Edad del Bronce y se desarrolló por un área que evitase, en lo posible, el cruce de los ríos que discurrían tanto hacia el este como al oeste dentro de la península de Jutlandia. Su trazado siguió, en gran medida, la divisoria de aguas en esta parte de Europa.
El terreno por el que pasaba era, por lo general, del tipo que se conoce como geest, que se da en las llanuras del norte de Alemania y en la península de Jutlandia. No contaba con una calidad de construcción como pudieron tener las calzadas romanas sino que consistía en tramos de tierra apisonada que en invierno, a veces, eran impracticables y en verano se volvían arenosos y polvorientos tras el paso de los ganados durante la primavera.
Más que un único camino, era un sistema de ellos cuya arteria principal unía la parte norte de la península con los puntos comerciales del río Elba, principalmente Hamburgo. Esta se dividía a veces en trazados alternativos y a ella se unían vías secundarias que permitían el acceso desde zonas apartadas.
Adquirió importancia durante la Edad Media al ser la vía por la que se conducía al ganado desde las áreas de pastos danesas hasta los mercados europeos. Aunque se comerciaba con diversos animales, el buey se convirtió en el principal y se estima que, en la década de 1600, unas 40 000 cabezas circulaban anualmente por la ruta para ser vendidas en los mercados del sur. Este tráfico dio lugar a la aparición de una infraestructura que posibilitase el descanso y abastecimiento de los viajeros así como el almacenaje seguro de sus ganados. Además de este movimiento comercial, la vía fue utilizada por peregrinos que, hasta la reforma protestante en Dinamarca, se dirigían a los dos principales destinos europeos: Roma y Santiago de Compostela, además de los que se desplazaban, en dirección norte, a Trondheim. En esta ciudad se situaba la principal catedral de Noruega que albergaba los restos de san Olaf.

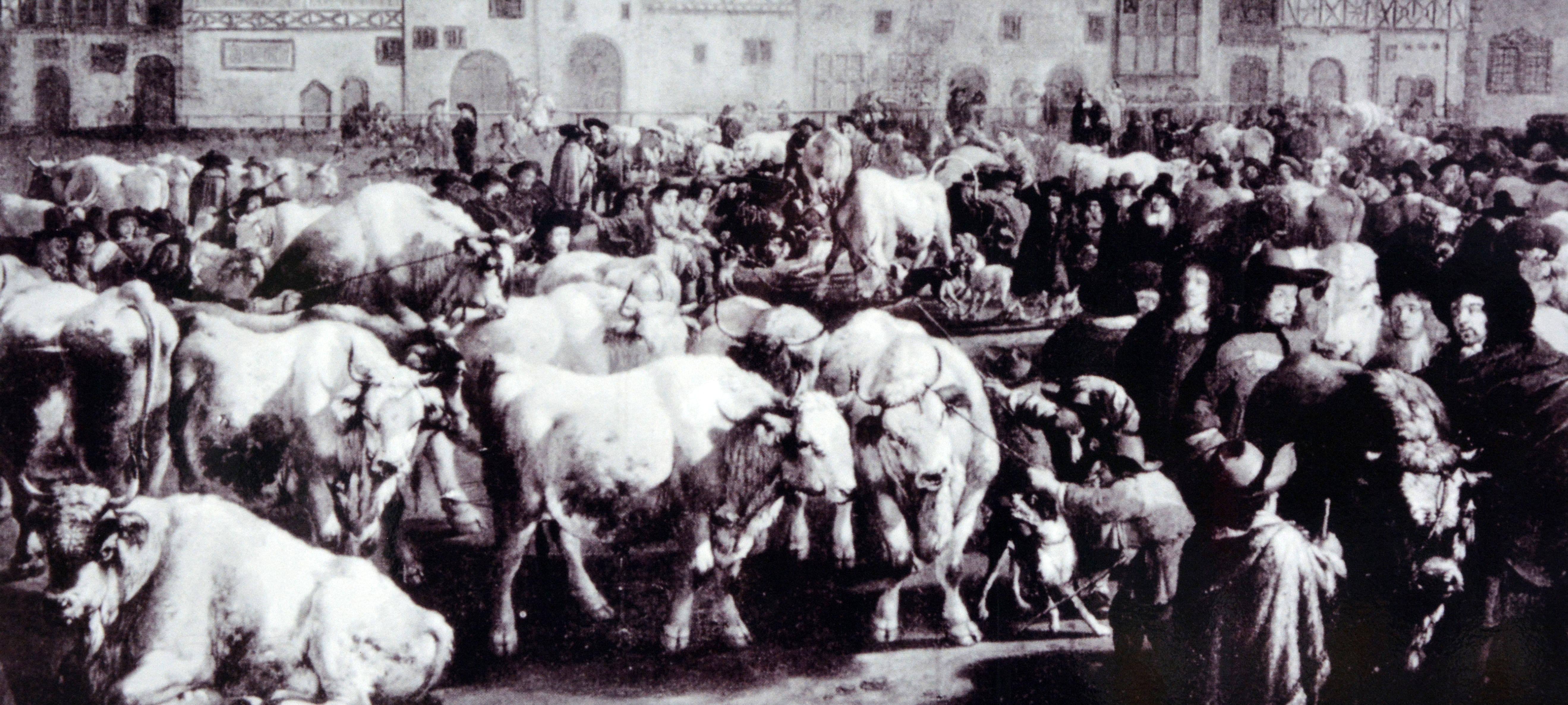
Representación de 1750 de un mercado de bueyes. Los ganados de este bovino recorrían el Hærvejen, desde las zonas de pasto danesas, con destino a los mercados cerca de Hamburgo.

Su infraestructura se mejoró notablemente a partir del siglo XVII con el establecimiento de un sistema de postas y posteriormente, de viajes regulares con coches de caballos.
Con la llegada del ferrocarril, en el siglo XIX, el transporte de ganado comenzó a realizarse con este nuevo medio de transporte lo que contribuyó decisivamente a que esta vía de comunicación dejase de usarse y su infraestructura se perdiese.

## Situación actual

### Recuperación de la ruta

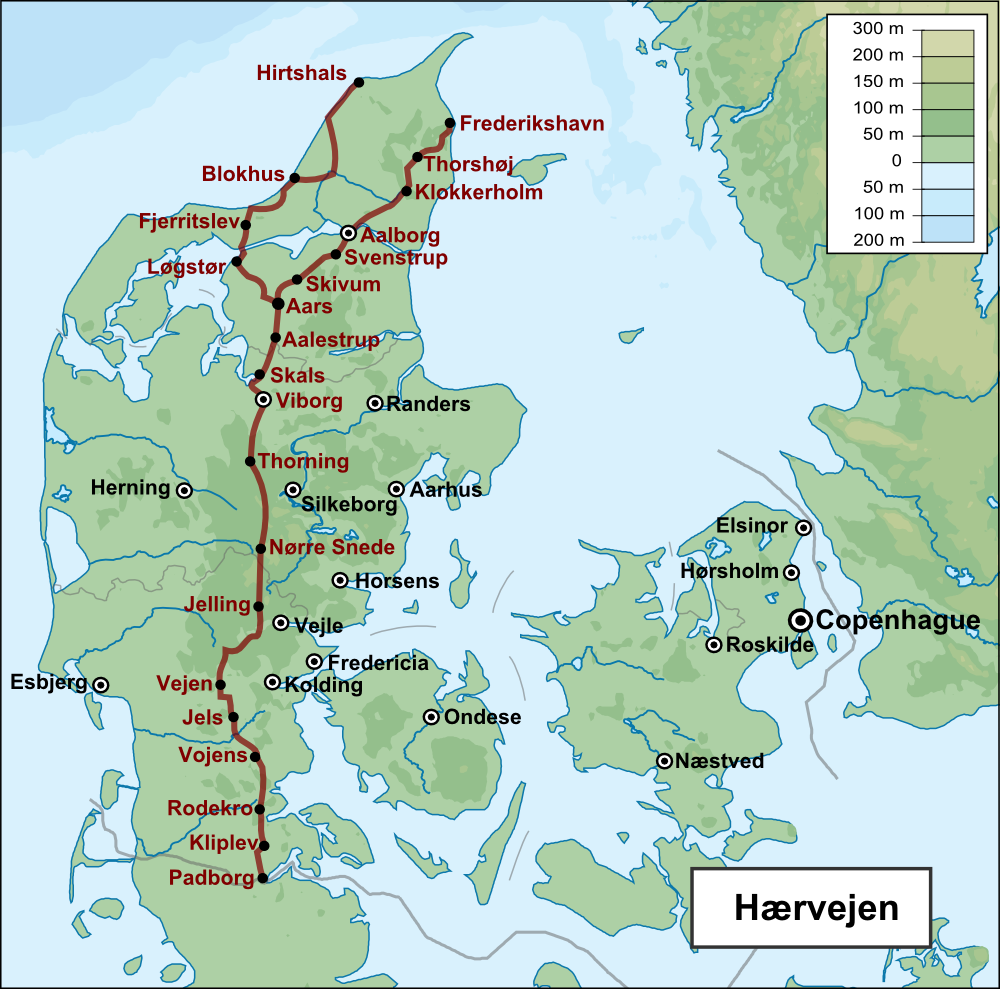
Mapa del Hærvejen.

Durante el siglo XX se despertó cierto interés en Dinamarca por el estudio de este antiguo itinerario. En 1930, el historiador cultural Hugo Matthiessen publicó su obra Hærvejen. En tusindaarig Vej fra Viborg til Danevirke (Hærvejen. Un camino de mil caminos desde Viborg al Danevirke) que es considerada como la obra clásica sobre la ruta. En ella, hacía un estudio detallado de su recorrido entre Viborg y el Danevirke. Su utilización de la denominación Hærvejen hizo que esta quedase como la estándar dentro de Dinamarca en detrimento de otras con las que se le conocía: Oksevejen o Kongevejen. Con todo, en la parte alemana se optó por el nombre de Ochsenweg (camino de los bueyes) que también es utilizado, a veces, en el tramo danés que discurre por la parte del antiguo ducado de Schleswig unida a Dinamarca tras el pleibiscito de 1920. Posteriormente –entre 1975 y 1985– el teólogo Mads Lidegaard publicó seis libros en los que estudió el recorrido principal, desvíos y alternativas entre Aalborg y la frontera con Alemania. Con guion de este autor, también se emitió –en 1983– un documental de 40 min. sobre la ruta en la televisión pública danesa.
Sobre la base de los anteriores estudios –entre 1989 y 1992– las autoridades regionales por las que pasaba, acometieron el marcaje y señalización de la ruta tanto para su uso a pie como con bicicleta. Igualmente comenzaron con la publicación de mapas y folletos informativos en danés, inglés y alemán. En 2010, entre la organización Syddansk Turisme y la oficina de turismo de Viborg se publicó una profusa guía con mapas y detalle del patrimonio cultural a lo largo de la ruta.
En 2012 se amplió su recorrido desarrollando dos tramos que uniesen Viborg, a través de Aars, con Hirtshals y Frederikshavn situados al oeste y este respectivamente en la isla de Vendsyssel-Thy. El que llegaba hasta Frederikshavn permitió, además, la conexión con los Caminos de San Olaf en Suecia y Noruega.

### Características
Las características físicas de la ruta están marcadas por la naturaleza del terreno en la península de Jutlandia. Su perfil es predominantemente llano sin que haya que atravesar sistemas montañosos sino suaves colinas. Para todo el recorrido de 440 km entre Frederikshavn y Padborg los tramos de subida suman un ascenso acumulado de 1700 m y los de bajada un descenso similar. Estas cifras se entienden mejor comparándolas con las de otras rutas como el Camino de Matías en Alemania, que, para una distancia de 240 km, necesita un ascenso y descenso acumulado de 5600 m respectivamente o para la Vía Francígena en su tramo por la Toscana donde, para una trayecto de 370 km la cifra es de 5900 m.
Aunque la mayor parte de su trazado se recorre por caminos campestres de tierra o senderos asfaltados, una pequeña parte hay que hacerlo por carreteras locales con tráfico de vehículos. No cruza cursos de agua significativos ya que, como se ha indicado, su trazado original siguió la divisoria de aguas en la península con el fin de evitar el obstáculo natural que suponían los cruces de ríos cuando estos alcanzan un caudal considerable.
Otro aspecto importante del itinerario es que atraviesa, en su mayor parte, pequeñas localidades situadas en áreas con una densidad de población muy pequeña. Esto hace que, en ocasiones, sean altas las distancias entre tiendas donde comprar suministros. Igualmente, son escasos los restaurante o los sitios donde encontrar alojamiento fuera de la red de albergues. Con el fin de solventar este problema, aquellos albergues situados en localidades sin supermercado o restaurante, cuentan con comida y bebida que pueden ser adquiridas por los que se alojan en ellos.

### Red de albergues

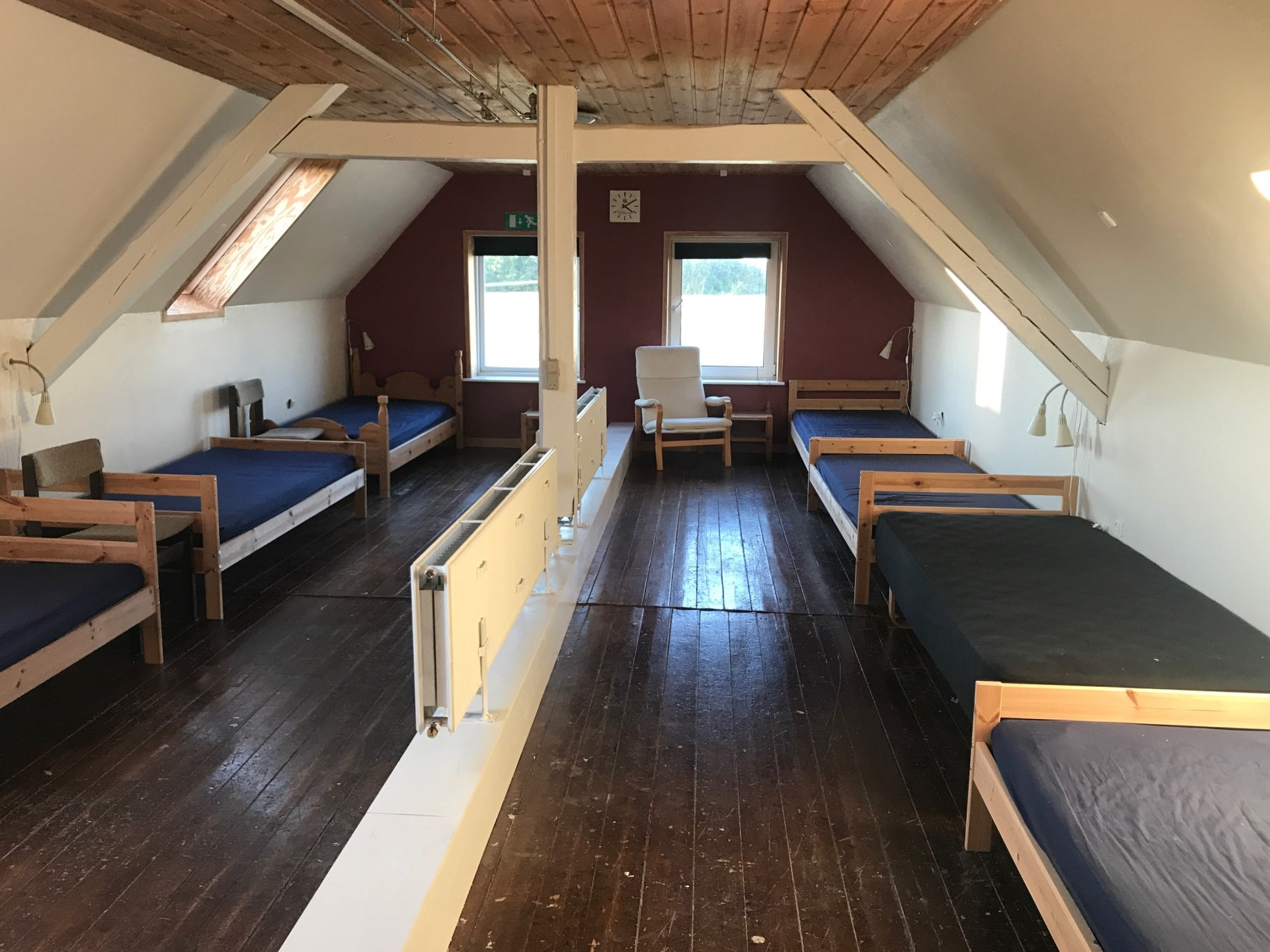
Interior del albergue de Skals.

Con el fin de dotar de una mínima infraestructura de alojamiento a toda la ruta, por parte del arquitecto Andreas Blinkenberg y la pastora y peregrina Elisabeth Lidell, se impulsó la creación de una red de albergues. Ambos habían recorrido previamente el Camino de Santiago en España y buscaban que, en su país, existiese algo similar y con la misma filosofía. Para esta tarea contaron con la colaboración de gobiernos municipales y regionales, la entidad filantrópica Fonden Realdania así como del Friluftsrådet (consejo de asociaciones de vida al aire libre). Igualmente, las inversiones necesarias recibieron apoyo financiero de la Unión Europea.
Para estos establecimientos se utilizaron principalmente típicas granjas antiguas cuyos dueños habilitaron una parte sus instalaciones como alojamiento. También se usaron casas comunales de los municipios, antiguas escuelas sin uso y en menor medida, otro tipo de establecimientos preexistentes. Además, se llegó a acuerdos con posadas rurales que ya estaban en funcionamiento. En cuanto a su ubicación se buscó que no distasen más de 25 km unos de otros.
La red de albergues cubría en 2017 el trayecto completo con la excepción de los puntos iniciales/finales en Hirtshals, Frederikshavn y Padborg. Los establecimientos han formado, junto a las asociaciones danesas de senderismo, ciclismo y amigos del Camino de Santiago, la asociación Herberger langs Hærvejen (albergues a lo largo del Hærvejen) con el fin de fijar unas normas comunes de uso similares a las del Camino de Santiago. En 2017 estas eran las siguientes:
1. El periodo de apertura está fijado durante los meses de junio, julio y agosto. Con todo, es posible su uso en otro periodo si previamente se ha acordado con el establecimiento.[8]
2. El coste de la pernoctación es de 100 coronas danesas (aproximadamente 14 euros) por persona y noche.[8]
3. No es posible la reserva previa (aunque se recomienda telefonear el mismo día para anunciar la llegada). Los huéspedes eligen la cama conforme llegan.[8]
4. Los albergues están abiertos entre las 5 de la tarde y las 10 de la mañana del día siguiente.[8]
5. Todos están equipados con cocina, lugar para lavar manualmente la ropa así como aseos con ducha. Los huéspedes duermen en literas y con sacos de dormir.[8]
6. Hay un área habilitada para los caballos y se debe pagar otras 100 coronas por cada uno. No hay comida para ellos por lo que debe ser traída por sus jinetes.[8]
7. No se permiten perros.[8]
8. En un buen número de los albergues existen provisiones que se pueden comprar (bebidas y comida congelada).[8]

## Uso como camino de peregrinación

El Hærvejen dentro de la red de itinerarios de peregrinación de Escandinavia y el Báltico.
Leyenda:
Hærvejen
Camino de San Olaf
Camino de Santiago
Vía Romea Germánica

Al ser una vía principal de comunicación dentro de la península de Jutlandia, el camino fue usado también por peregrinos. La mención más antigua que se conserva es el relato de Nikulás Bergþórsson –abad del monasterio de Munkaþverá en Islandia– quien en 1157 escribió una crónica –denominada Leiðarvísir og borgarskipan– de su viaje a Roma y Jerusalén. Desde Islandia, Nikulás viajó a Noruega y posteriormente desembarcó en Aalborg (lat. Alaburgum) para continuar hacia el sur. En su relato indica que pasó por las poblaciones de Viborg (lat. Viburgum) y junto a la, entonces ya desaparecida, Hedeby (lat. Heidabæam), cerca de la actual Schleswig.

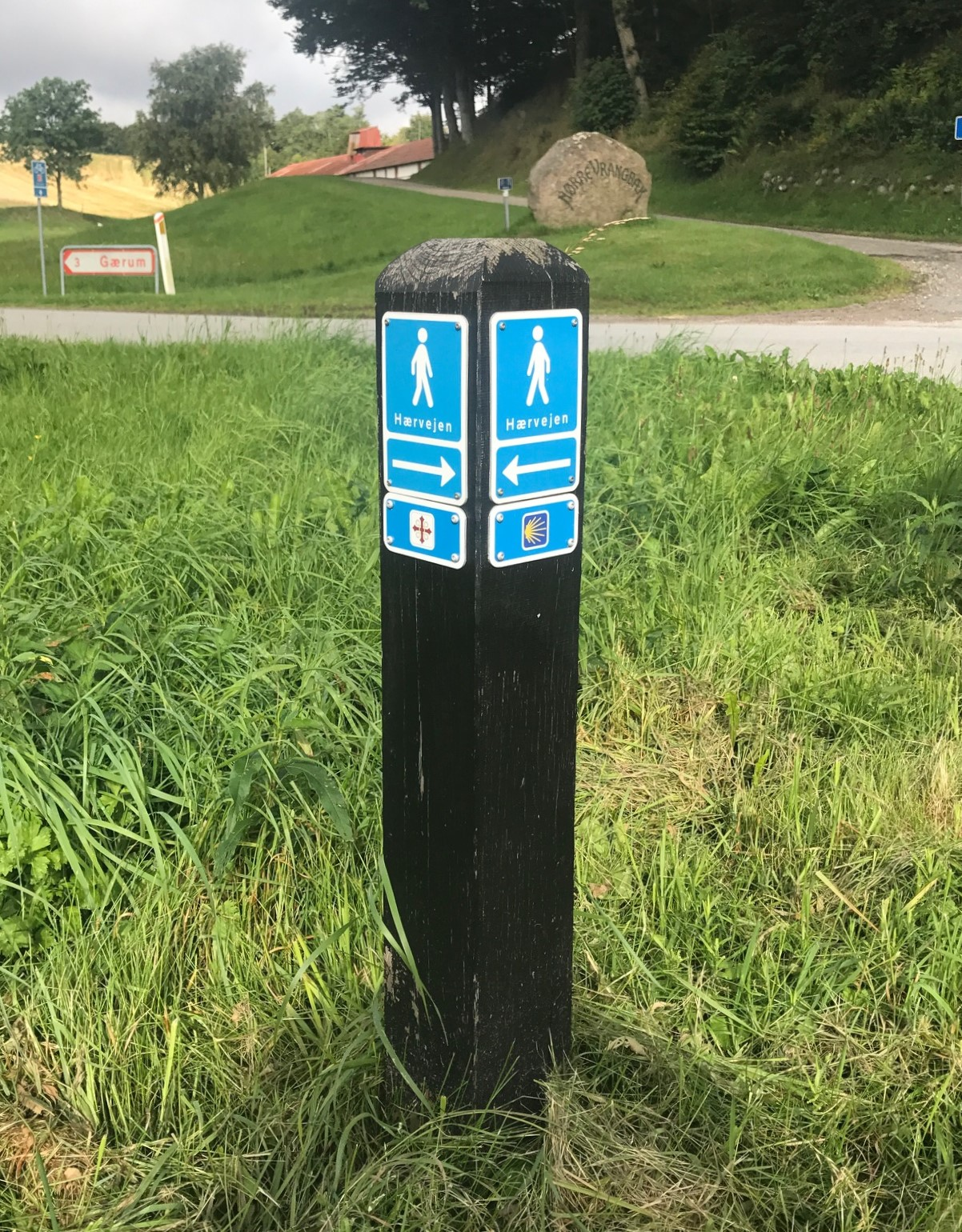
Poste indicador bidireccional. Hacia el sur Camino de Santiago y hacia el norte, Camino de San Olaf.

Igualmente, la ruta fue usada como Camino de Santiago para dirigirse a Compostela ya que se han encontrado conchas jacobeas en excavaciones junto a ella. En dirección norte llevaba a los peregrinos hasta Aalborg y otros puntos de la actual Vendsyssel-Thy donde, mediante barco, cruzaban a Noruega.  Allí continuaban a lo largo de la costa hasta llegar a Nidaros –la actual Trondheim– donde se encontraba el principal templo noruego que albergaba los restos de san Olaf.
La reforma protestante hizo que las peregrinaciones desapareciesen en los países escandinavos en el siglo XVI. No ha sido sino hasta el último cambio de siglo cuando el éxito popular del Camino de Santiago despertó de nuevo el interés por estos viajes centrándolo en la experiencia espiritual que suponen y dentro de un espíritu ecuménico entre las confesiones cristianas. En 1999 se fundó la asociación danesa de amigos del Camino de Santiago y en 2004 se creó en la catedral de Viborg el Viborg Pilgrimscentrum con el objetivo de promover las peregrinaciones dentro del país.
El Hærvejen forma parte en 2017 de dos redes de caminos de peregrinación. Como Camino de Santiago está incluido dentro de la denominada Via Jutlandica
que continúa por territorio alemán hasta llegar a Harsefeld donde se junta con la Via Baltica que, a su vez, procede desde Kretinga, en Lituania. Ambas se unen en un solo camino que continúa hasta la importante intersección de Colonia. Por otra parte, está dentro de la red de itinerarios conocidos como caminos de San Olaf que recorren los países escandinavos con destino a la catedral de Trondheim.
Adicionalmente, también puede ser utilizado como Vía Romea para la peregrinación a Roma ya que, siguiendo por la citada Via Jutlandica, se llega a Stade, desde donde parte hacia el sur la denominada Via Romea Germanica.

## Lugares destacados

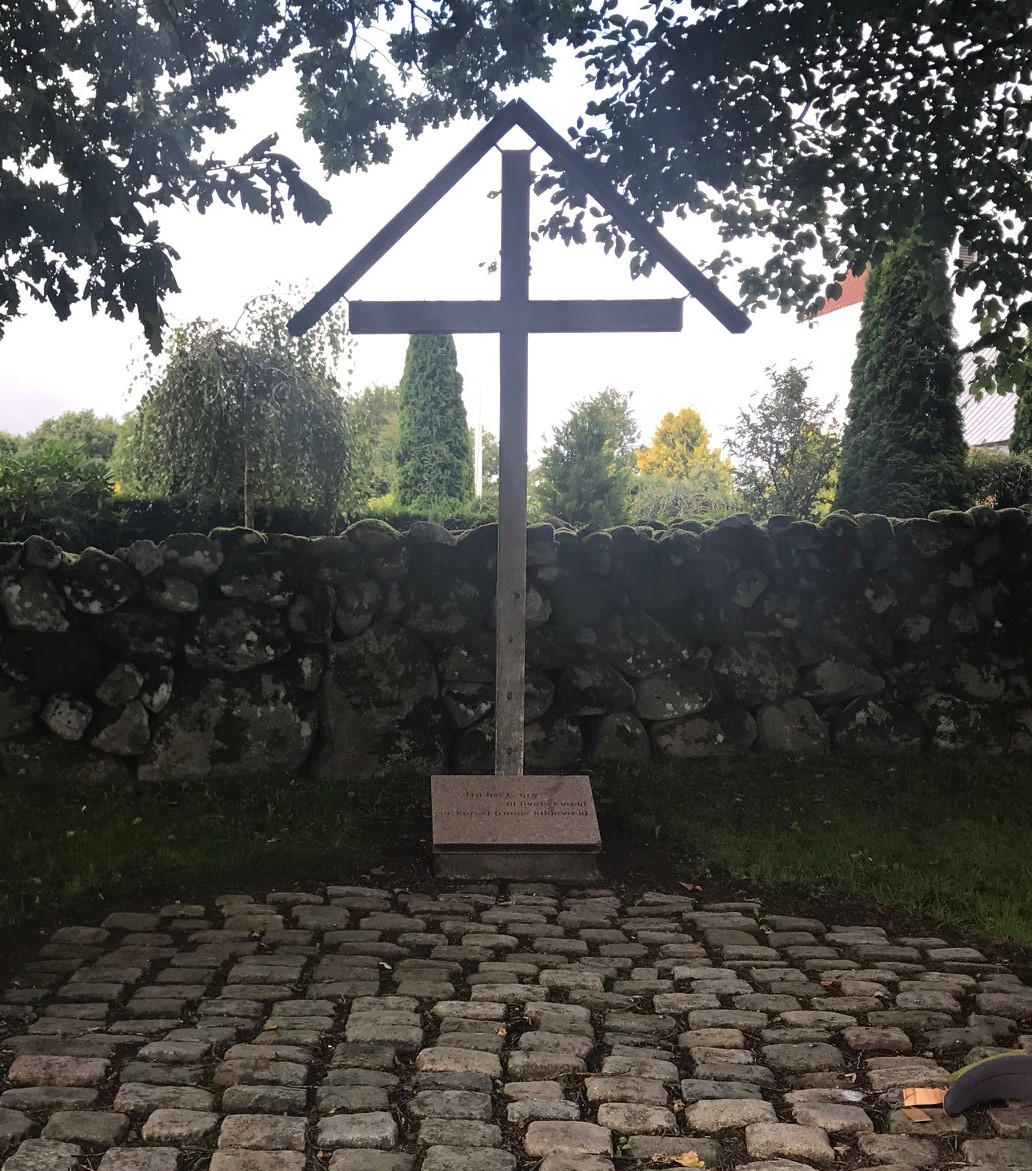
Cruz del Camino cerca de Kollemorten (en la iglesia de Øster Nykirke). Erigida como recuerdo a las que había por los caminos daneses antes de la reforma protestante.

El itinerario pasa por un buen número de lugares destacados dentro de la península de Jutlandia. La pastora Elisabeth Lidell seleccionó en 2012 diez de ellos entre Viborg y Padborg:
1. Pinturas de Joakim Skovgaard en la catedral de Viborg. Son una serie de frescos pintados entre 1899 y 1907 que representan escenas de la biblia.
2. Hærvejstæppet (Viborg). Un tapiz de 10 m de largo cosido a mano por diez mujeres voluntarias. Está depositado dentro de la iglesia Søndermark y representa la peregrinación a lo largo del Hærvejen mostrando, además, ilustraciones de los sitios notables situados junto a él así como de escenas populares.
3. Helligkilden (Kollemorten). Es un pequeño manantial que estaba considerado sagrado y con propiedades curativas. Está situado cerca de la iglesia de Øster Nykirke y fue un destino de peregrinación.
4. Conjunto monumental de Jelling (Jelling). Consta de las famosas piedras de Jelling y el túmulo funerario del rey Gorm el Viejo. La piedra grande de Jelling es considerada como el certificado de nacimiento de Dinamarca. Igualmente, es el testimonio más antiguo de la cristianización del país. El conjunto está declarado Patrimonio de la Humanidad.
5. Ravningebroen (Bredsten). Son los restos de un largo puente de madera construido en la época vikinga para atravesar los humedales del río Vejle.
6. Skibelund Krat (Vejen). Parque conmemorativo de las pérdidas danesas tras la guerra de los Ducados. Al estar elevado, desde él se podía contemplar el territorio perdido frente a Prusia. En su área se encuentran varias piedras en recuerdo de los caídos daneses.
7. Frihedsbroen (Københoved). Puente situado sobre el río Kongeå que representó la frontera con Alemania en el periodo entre 1864 y 1920. Previamente había lo había sido con el ducado de Schleswig.
8. Tørning Mølle (Vojens). Antiguo molino originario de la Edad Media que está ubicado junto al lago. Junto a él se sitúa un museo industrial y un notable parque.
9. Immervard Bro (Vojens). Es el puente más antiguo que se conserva a lo largo de todo el itinerario. Fue construido en 1786 para salvar el río Immervard. Junto a él se levanta una antigua granja donde hoy se sitúa uno de los albergues .
10. Urnehoved (Rødekro). Un antiguo parlamento regional situado en el bosque. Fue usado para debatir y tomar decisiones en la Edad Media (1074 – 1523). Se conservan todavía piedras conmemorativas con los nombres de destacados personajes que estuvieron en él.

## Galería

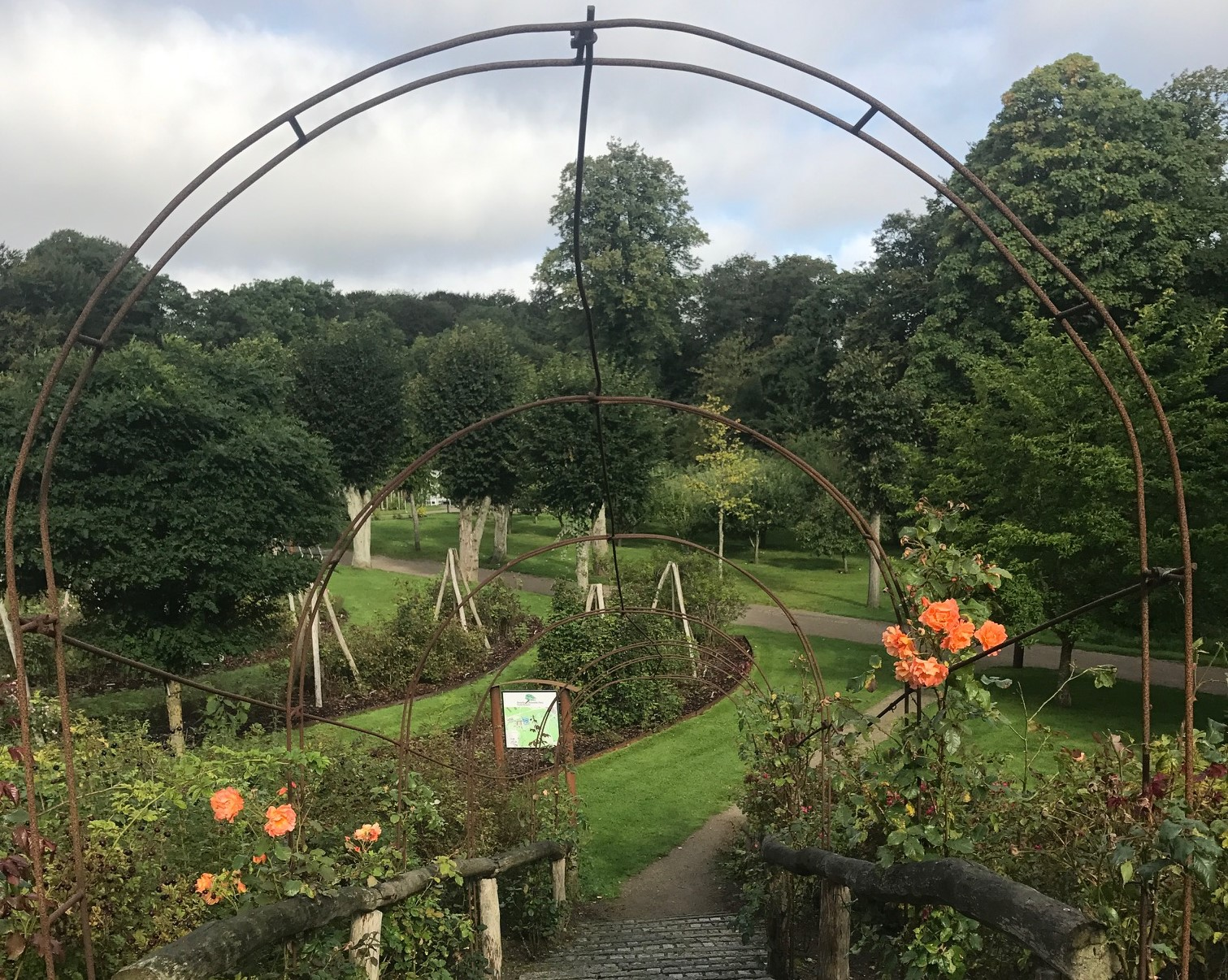
Jardín botánico de Bangsbo
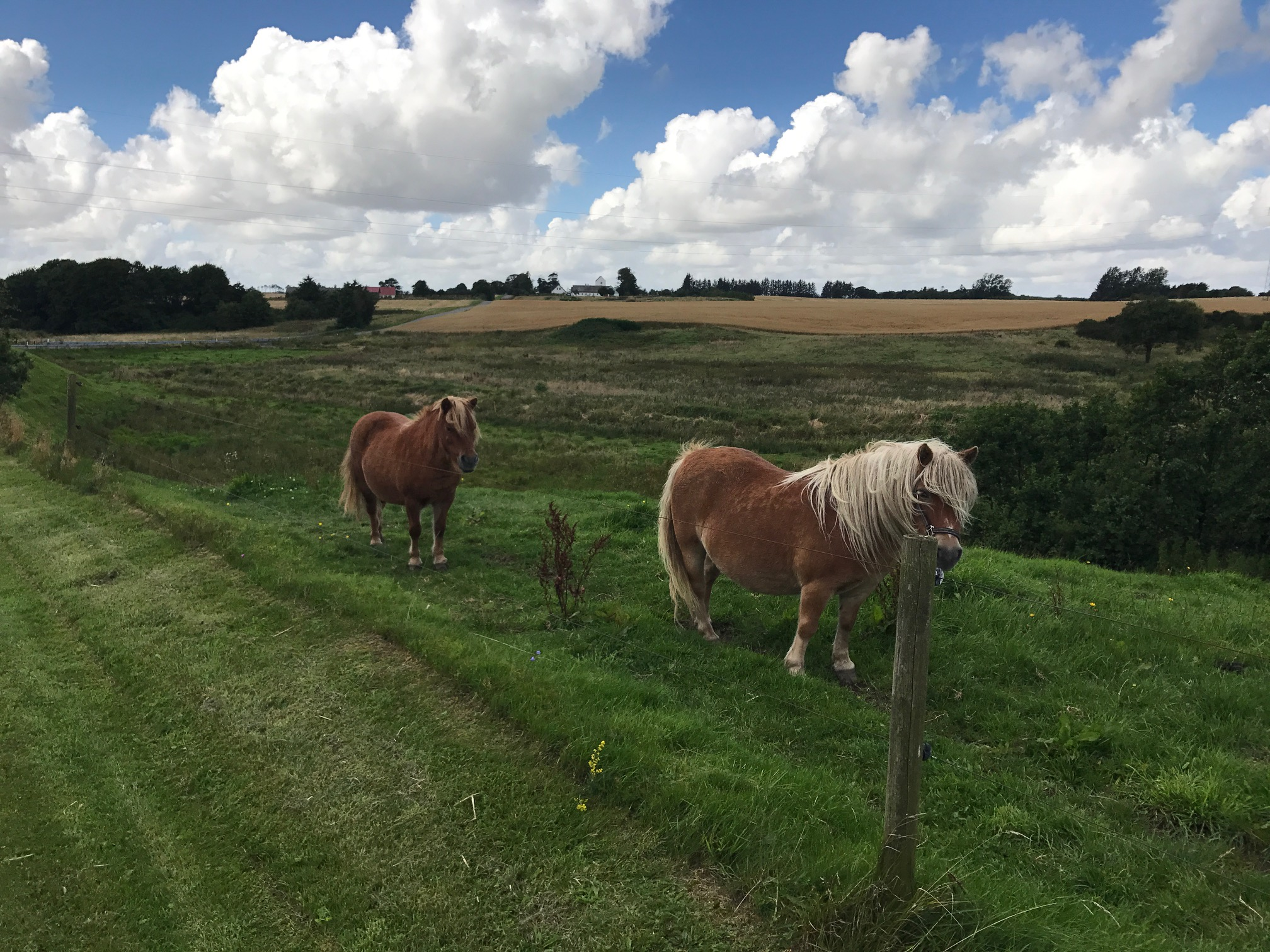
El camino cerca de Sæby
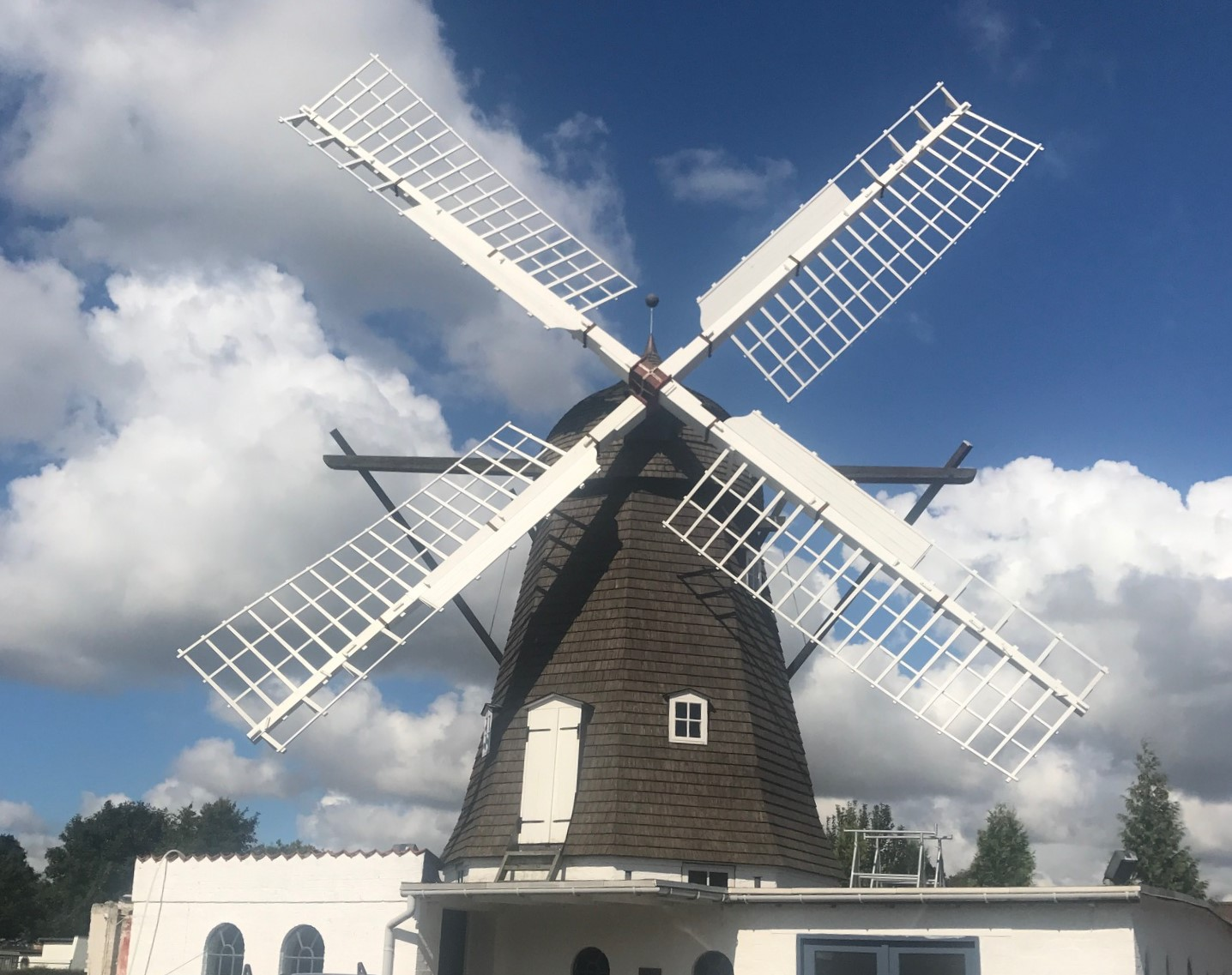
Molino en Vodskov
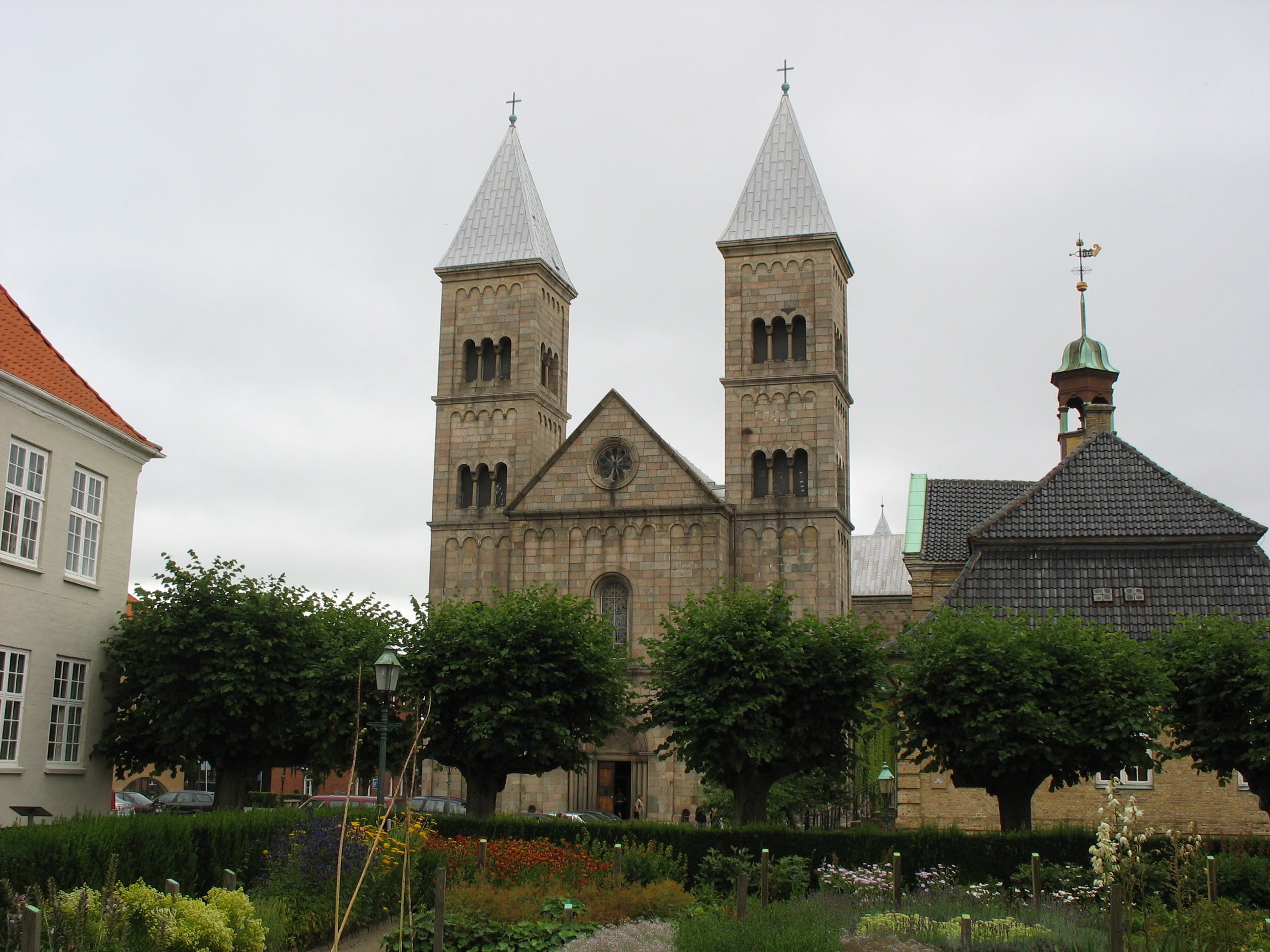
Catedral de Viborg
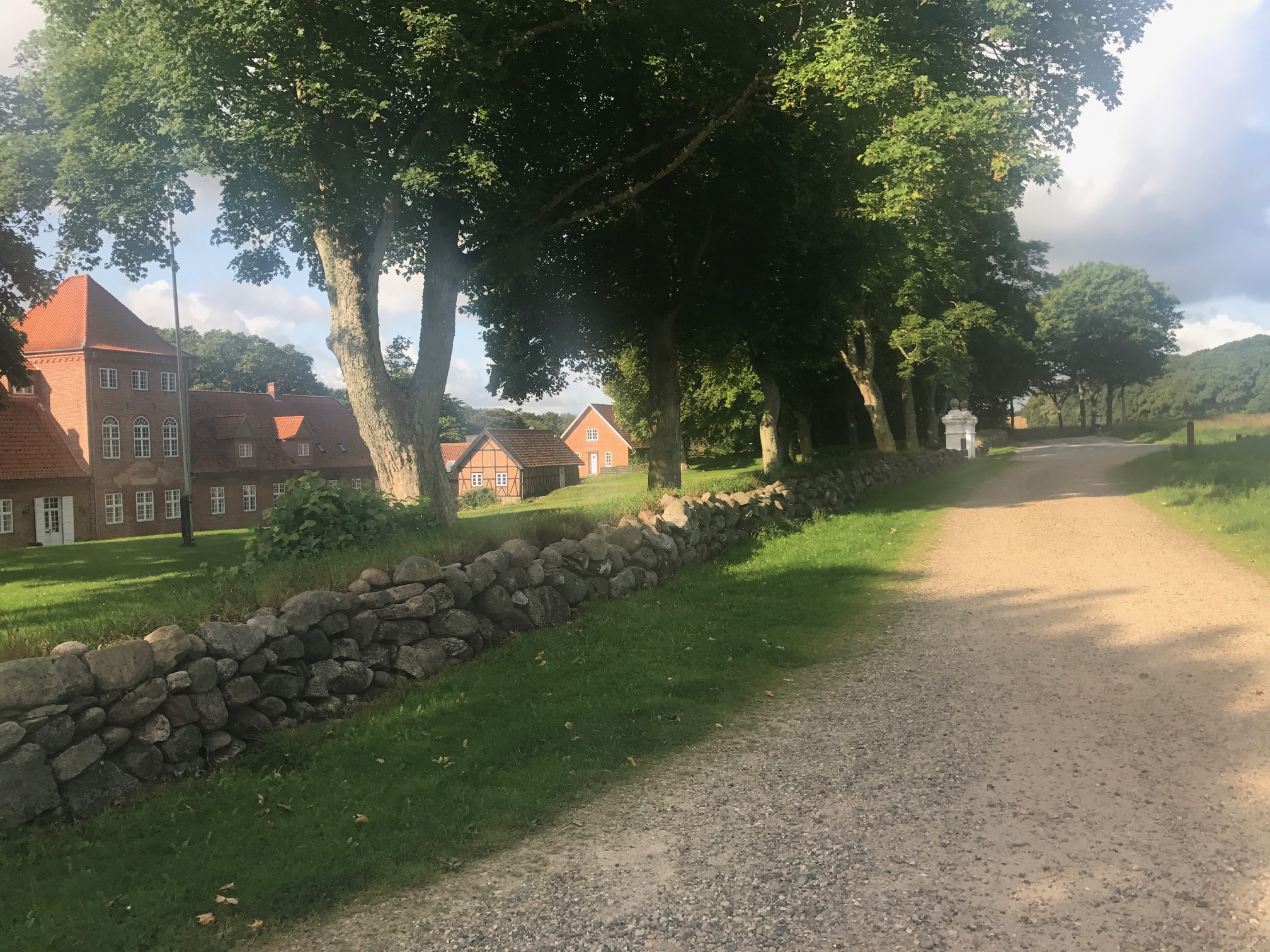
El camino cerca del lago Hald
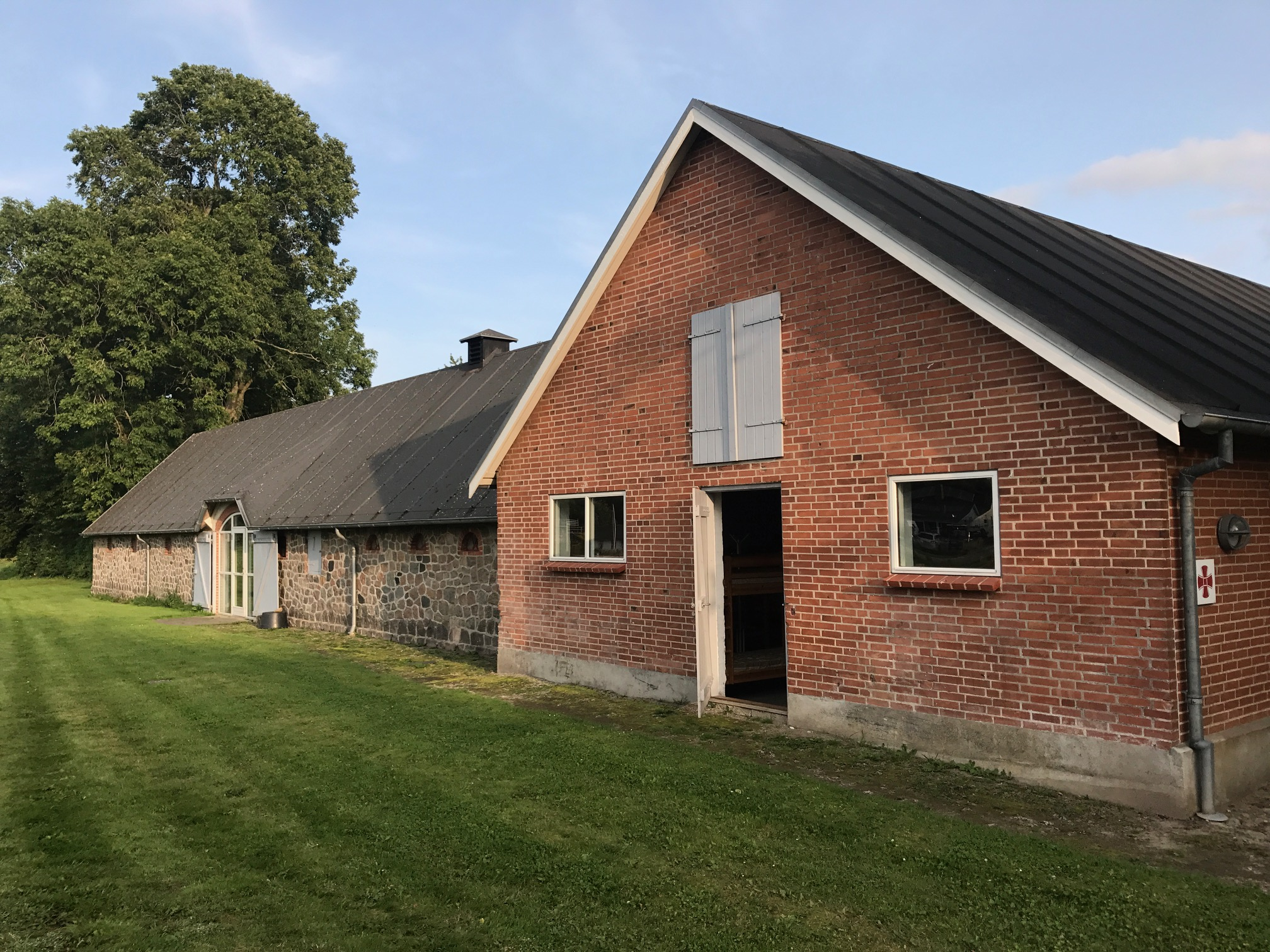
Albergue de Kragelund
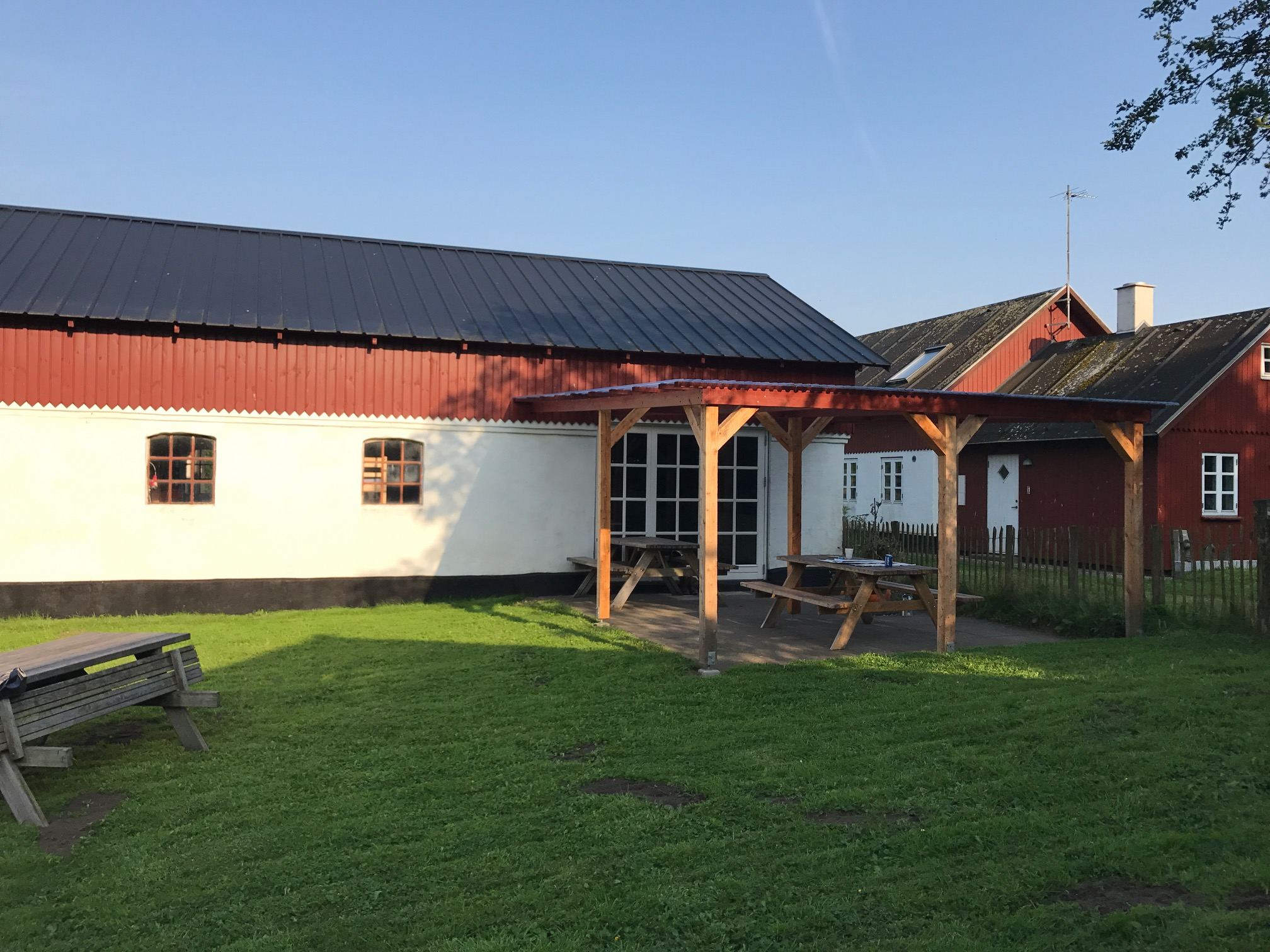
Albergue junto al río Kongeå
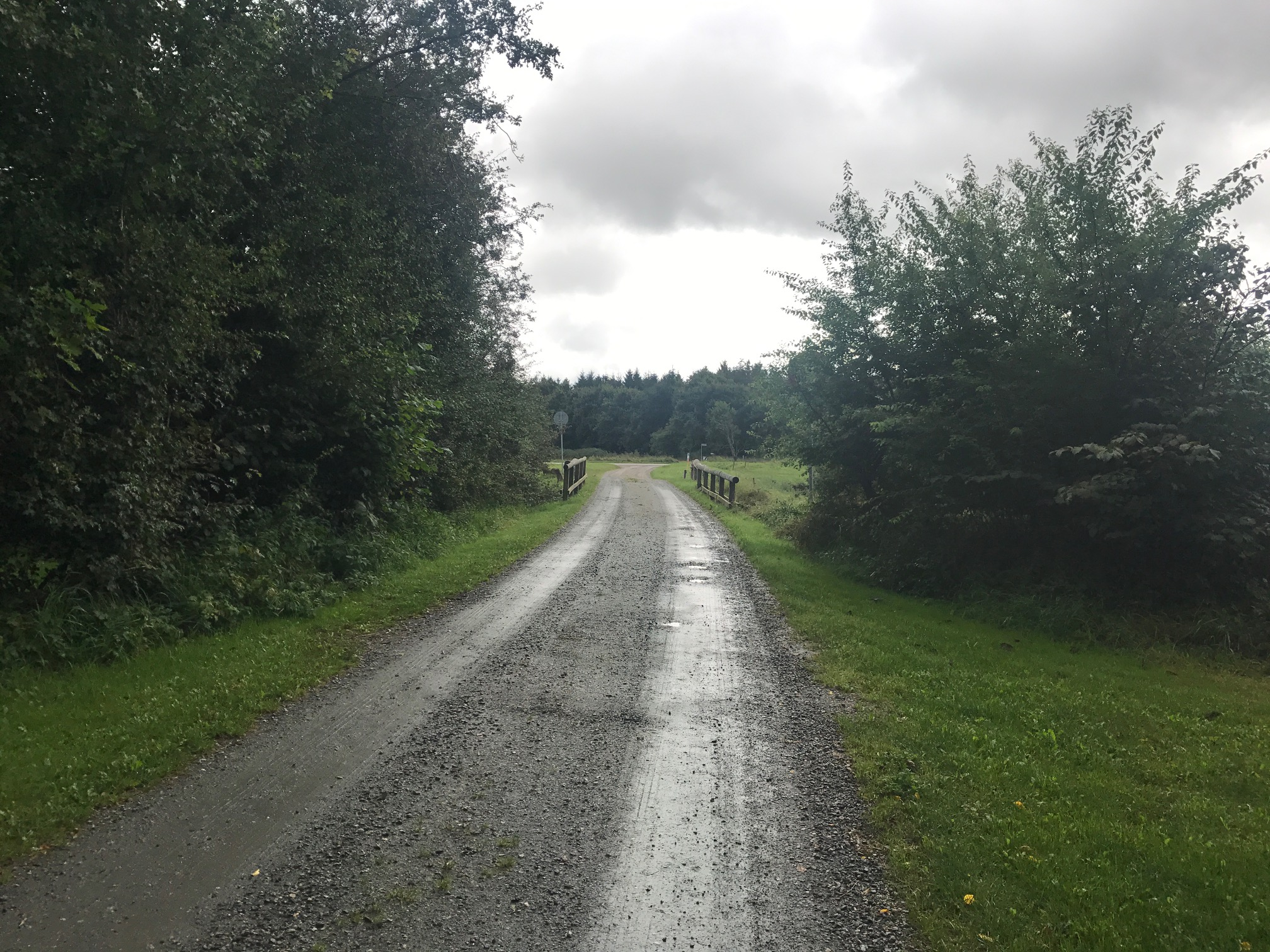
El camino cerca Rødekro

## Recorrido

### Tramo principal entre Viborg y Padborg
El tramo principal dentro del Hærvejen discurre entre la ciudad de Viborg y la localidad de Padborg, situada esta en la frontera con Alemania. Tiene una longitud total de 282 km con un ascenso acumulado de 768 m y un descenso de 751 m. El recorrido se puede dividir en once etapas de entre 18 km y 32 km de longitud.
| Hærvejen - Etapas entre Viborg y Padborg |          |                                    |                                    | |        |
| Etapa                                    | Longitud | Inicio                             | Final                              | Descripción | Imagen |
| 1                                        | 29 km    | Viborg (40 370 hab.)               | Thorning (1030 hab.)               | La etapa comienza en la catedral de Viborg y cruza la parte vieja de la ciudad para salir por la estación de ferrocarril. Poco después atraviesa un bosque para llegar al lago Hald junto al que existe un camping así como uno de los albergues: Hald Hovedgård. Continúa por terrenos de cultivo, atraviesa la aldea de Skelhøe que carece de comercios y se interna en el bosque de Stendal. Tras dejarlo atrás, la ruta llega a la altura de Thorning donde existen varias tiendas y otro albergue (en la imagen). |        |
| 2                                        | 24 km    | Thorning (1030 hab.)               | Funder Kirkeby (620 hab.)          | El primer tramo del camino discurre por campos de cultivo para atravesar posteriormente el bosque de Kompedal. Al final del mismo y apartada 3 km del camino, se sitúa la localidad de Kragelund donde existen comercios y otro de los albergues. Tras dejar el bosque, discurre junto a lago Bølling en cuyas inmediaciones se descubrió el denominado hombre de Tollund. Posteriormente continúa otra vez por bosque y campos de cultivo hasta pasar a pocos km de Funder Kirkeby (en la imagen), localidad a la que, para acceder, hay que abandonar el camino. |        |
| 3                                        | 32 km    | Funder Kirkeby (620 hab.)          | Nørre Snede (1850 hab.)            | El camino continúa por terreno boscoso, atraviesa tanto la autopista A15 como el ferrocarril y llega posteriormente a Sepstrup (menos de 100 hab.) en cuyas inmediaciones se encuentran unas cabañas usadas como albergue. Prosigue por cultivos y bosque el resto de la etapa durante la que bordera Vrads (en la imagen) y posteriormente llega a Nørre Snede donde existen tiendas. Esta población fue un lugar habitual de parada para los viajeros que recorrían esta ruta. Algunos km antes de llegar se sitúa otro de los albergues: Nørhoved. |        |
| 4                                        | 23 km    | Nørre Snede (1850 hab.)            | Givskud (610 hab.)                 | La ruta se interna dentro del bosque de Nedergaard Skov para proseguir por un terreno mixto de bosque y cultivo donde nacen los ríos Gudenå y Skjern (en la imagen). Llega a la aldea de Kollemorten donde existen tiendas para aprovisionarse y cuyas inmediaciones se encuentran unas cabañas que sirven como albergue. Tras esta localidad, discurre por terreno de cultivo, cruza la autopista y alcanza Givskud que también cuenta con comercios y posibilidad de alojamiento. |        |
| 5                                        | 30 km    | Givskud (610 hab.)                 | Estación de Bindeballe (< 50 hab.) | En esta etapa se pasa por el, quizá, lugar más destacado de la ruta: Jelling, donde se encuentran sus renombradas estelas rúnicas (en la imagen) clasificadas como Patrimonio de la Humanidad y consideradas el testimonio más antiguo de la cristianización de Dinamarca. En la localidad se sitúa también uno de los albergues, a poca distancia del lugar donde se erigen las piedras. El camino discurre casi exclusivamente por terreno de cultivo y en su tramo final, cerca del río Vejle. Llega finalmente a la estación de tren de Bindeballe donde además de un cámping se encuentra un museo del ferrocarril y un notable comercio conservado tal y como eran las antiguas tiendas de pueblo en Dinamarca. |        |
| 6                                        | 29 km    | Estación de Bindeballe (< 50 hab.) | Vejen (9700 hab.)                  | La ruta continúa por terreno mixto y llega a otro de los alberges: Ølgård Randbøl tras lo que prosigue para atravesar la pequeña aldea de Fitting que carece de servicios. Se mantiene por el mismo tipo de paisaje y pasa por Bække (1100 hab.) donde sitúa otra estela rúnica y es posible comprar suministros. La siguiente población por la que pasa es Laeborg (<100 hab.) y a continuación alcanza finalmente Vejen con una amplia gama de servicios y estación de tren. Algunos km después de la ciudad se sitúa el albergue de Kongeåen junto al río Kongeå. |        |
| 7                                        | 26 km    | Vejen (9700 hab.)                  | Jels (1990 hab.)                   | El camino abandona Vejen hacia el oeste por la aledaña Askov (1830 hab.) desde donde continúa hacia el sur para pasar por el citado albergue en cuyas inmediaciones se situó la frontera germano-danesa entre 1864 y 1920. Gira hacia el este, para discurrir junto al río durante un tramo, y luego al sur para alcanzar Skodborg (1330 hab.) que cuenta con tiendas. Tras esta población atraviesa dos bosques (en la imagen) y alcanza Jels situada junto al río y lago homónimos. |        |
| 8                                        | 22 km    | Jels (1990 hab.)                   | Vojens (7630 hab.)                 | Tras la salida de Jels, el camino cruza el río y se adentra dentro del bosque Stursbøl. Al finalizar el bosque y junto al río Jels, se encuentra el albergue Cafe Ellegaard que tiene la peculiaridad de que, semanalmente, se celebran actuaciones musicales en él. La ruta atraviesa bosque y cultivo hasta llegar al río Nørreå junto al que discurre un tramo hasta cruzarlo y dirigirse a Vojens que cuenta con una amplia gama de servicios incluida una estación de tren. Algunos km pasada la población se sitúa el albergue de Tørninggård Hammelev. |        |
| 9                                        | 31 km    | Vojens (7630 hab.)                 | Rødekro (6090 hab.)                | El camino continúa en dirección este hasta llegar al lago Stevening Dam cerca del que se encuentra el albergue mencionado anteriormente. Tras él, prosigue en dirección sur hasta Vedsted (380 hab.) donde hay un supermercado. Se mantiene por terreno de cultivo y llega al río Immervard junto al que se sitúa otro albergue cerca del puente de piedra más antiguo que utiliza la ruta (construido en 1786). También en sus cercanías se puede ver la estela rúnica de Hærulf. La ruta sigue hacia el sur, pasa por el albergue de Bruhnsgård Øster Løgum y posteriormente llega a Rødekro con tiendas, servicios y estación de tren.                                                                             |        |
| 10                                       | 18 km    | Rødekro (6090 hab.)                | Kliplev (1250 hab.)                | En esta corta etapa la ruta sigue discurriendo por campos de cultivo y pasa junto a Hjordkær (1620 hab.) con supermercado. Poco después se encuentra con el parque Urnehoved donde, hasta 1523, se celebraban una asamblea regional. Prosigue y llega a río Bjerndrup que cruza por el antiguo puente de piedra de Povls bro y junto al que se sitúa el albergue de Lindely Kliplev. Poco después alcanza la población de Kliplev que fue destino de peregrinación en la Edad Media en honor a san Hjælper. La torre de la iglesia (en la imagen) cuenta como el edificio de madera más antiguo del país (construida en 1300).                                                                                        |        |
| 11                                       | 18 km    | Kliplev (1250 hab.)                | Padborg (4390 hab.)                | La última etapa de la ruta se inicia abandonando Kliplev junto a la vía del tren y recorriendo campos de cultivo hasta llegar al río Gejlå que se cruza utilizando otro antiguo puente de piedra. Tras atravesarlo, se interna en el bosque de Bommerlund que abandona para cruzar la autopista E45 y llegar a los arrabales de Padborg. El camino no se adentra completamente en la ciudad sino que se desvía hacia el este por el camino Rønsdamvej hasta llegar a un pequeño punto fronterizo donde finaliza. Al entrar en Alemania, el camino se convierte en el Schlossberg y llega a la pequeña Niehuus junto al lago homónimo, para posteriormente alcanzar Flensburgo.                                        |        |

### Extensión entre Viborg y Frederikshavn
| Hærvejen - Etapas entre Frederikshavn y Viborg |          |                                      |                                      | |        |
| Etapa                                          | Longitud | Inicio                               | Final                                | Descripción | Imagen |
| 1                                              | 20 km    | Frederikshavn (23 500 hab.)          | Hørbylund (Thorshøj) (290 hab.)      | El itinerario parte desde la oficina de turismo de Frederikshavn. Transita cercano al mar y abandona la ciudad pasando por el jardín botánico de Bangsbo. Discurre junto al río homónimo hasta que lo abandona para continuar por un paisaje de suaves colinas y llegar a la pequeña Understed (<100 hab.) donde existe una iglesia dedicada a san Olaf (en la imagen). Se mantiene por el mismo tipo de paisaje y atraviesa Karup (< 100 hab.), también con iglesia. Pocos km después alcanza Hørbylund, un antiguo señorío rural donde no existe posibilidad de alojamiento. Por ello es necesario continuar 5 km más hasta alcanzar Thorshøj (290 hab.) que cuenta con albergue en una antigua escuela.                                      |        |
| 2                                              | 13 km    | Hørbylund (Thorshøj) (290 hab.)      | Jyske Ås (Brønden) (130 hab.)        | El camino continúa por campo abierto, pasa por las aisladas iglesias de Hørby y Torslev, atraviesa la aldea de Thorshøj (sin servicios) y llega al antiguo señorío de Ormholt Hovedgård, reflejo de la prosperidad que proporcionó la cría de ganado. Poco después atraviesa el área natural protegida de Nymølle Bæk de notable belleza y alcanza la colinas de Jyske Ås al oeste de Brønden y donde se sitúa el albergue Lunken. |        |
| 3                                              | 32 km    | Jyske Ås (Brønden) (130 hab.)        | Hammer Bakker (Grindsted) (700 hab.) | Tras abandonar el paraje de Jyske Ås el camino avanza a través del bosque de Allerup Bakker que abandona para continuar por cultivos y llegar a Klokkerholm (900 hab., en la imagen) que carece de tiendas. Se mantiene por el mismo paisaje, pasa por la iglesia de Ørum, cruza el río Klavsholm y la carretera 559 para, después, entrar en Hajllerup donde hay tiendas y el albergue de Sdr. Ravnstrup. Tras este cruce, prosigue por campo abierto y alcanza Grindsted situada al borde del bosque Hammer Bakker. |        |
| 4                                              | 22 km    | Hammer Bakker (Grindsted) (700 hab.) | Svenstrup (7260 hab.)                | El camino se interna en el bosque de Hammer Bakker donde recorre por un trecho de 7 km hasta que lo abandona junto a Vodskov (4300 hab). Esta localidad cuenta con tiendas. Continúa para iniciar la entrada en Nørresundby (22 600 hab.) por su polígono industrial. Esta es la última población que atraviesa la ruta dentro de la isla de Vendsyssel-Thy que abandona por el puente Limfjordsbroen para entrar en Aalborg (112 000 hab., en la imagen), la principal ciudad entre Frederikshavn y Viborg. Sale de ella por el suburbio de Skalborg para llegar finalmente a la iglesia de Svenstrup. |        |
| 5                                              | 22 km    | Svenstrup (7260 hab.)                | Aars (8250 hab.)                     | El camino discurre junto al río Guldbæk hasta la cercana Godthåb (1660 hab.). Continúa por terrenos de cultivo y atraviesa Øster Hornum (980 hab.) que cuenta con supermercado y donde se sitúa otro de los albergues: Hødalen. Se mantiene por el mismo tipo de paisaje para cruzar Byrsted (< 100 hab.) y posteriormente dos ríos: Binderup y Sønderup. Llega entonces a Skivum (150 hab.) sin tiendas y donde, en su casa comunal, se sitúa otro albergue. Después de esta población, atraviesa el río Halkær y avanza hasta finalizar en Aars (8250 hab., en la imagen) donde la ruta se une con la que llega desde Hirtshals. |        |
| 6                                              | 21 km    | Aars (8250 hab.)                     | Møldrup (1399 hab.)                  | La ruta abandona Aars hacia el sur por una pequeña carretera local. Pasa cercana a Gislum (< 50 hab.), cruza el río Lerkenfeld y llega a la pequeña Testrup, que carece de tiendas y donde junto a su iglesia existía un hospital antes de la reforma protestante. Poco después alcanza Aalestrup (2780 hab., en la imagen) que sí cuenta con tiendas y servicios. A la salida de esta población atraviesa el río Simested cerca del que discurrirá posteriormente hasta llegar al cruce con el camino Tingvej por el que hay que abandonar la ruta para llegar –tras 5 km adicionales– a Møldrup, población donde existen tiendas y servicios.                                                                                                 |        |
| 7                                              | 28 km    | Møldrup (1399 hab.)                  | Viborg (40 370 hab.)                 | Desde el cruce con el camino Tingvej, la ruta continúa cercana al río Simested hasta que lo abandona para llegar a Skals (1840 hab.) que cuenta con supermercado. Junto a esta localidad pasaba una antigua vía de tren hoy convertida en senda ciclista. En las inmediaciones su antigua estación y oficina postal se localiza otro albergue (en la imagen). Tras la población, la ruta llega a la orilla del fiordo Hjarbæk cerca de cuya orilla discurre un tramo en el que pasa por la pequeña población homónima de 220 hab. que cuenta con dos hoteles y un pequeño puerto. Tras abandonar las inmediaciones del fiordo se dirige hacia el sur cerca de Løgstrup, pasa por el pequeño bosque de Undallslund y llega finalmente a Viborg . |        |

### Extensión entre Viborg y Hirtshals
| Hærvejen - Etapas entre Hirtshals y Viborg |          |                       |                     | |        |
| Etapa                                      | Longitud | Inicio                | Final               | Descripción | Imagen |
| 1                                          | 21 km    | Hirtshals (5880 hab.) | Lønstrup (520 hab.) | La ruta parte desde el puerto de Hirtshals, pasa por su faro y por un búnker alemán de la II Guerra Mundial. Después discurre por la playa que abandona momentáneamente para cruzar por el bosque de Tornby. Posteriormente atraviesa la desembocadura del río Liver y continúa por la playa hasta llegar a la zona residencial de Skallerup Klit. Tras pocos km alcanza finalmente la costera Lønstrup (en la imagen) que cuenta con tienda y servicios. Para acceder a un albergue hay que continuar 5 km más hasta llegar al de Strandfogedgården. |        |
| 2                                          | 27 km    | Lønstrup (520 hab.)   | Tise (240 hab.)     | El camino continúa cercano a la playa, pasa por las zonas residenciales de Nørre Rubjerg y Nørre Lingby tras lo que gira hacia el interior y atravesando la pequeña Vittrup, se dirige al convento de Børglum (en la imagen) que fue un importante centro religioso hasta la llegada de la reforma protestante. Continúa por campos de cultivo hasta llegar a Tise donde, a pesar de su tamaño, existe un bed and breakfast y un supermercado. Para encontrar un albergue habría que continuar 8 km para alcanzar la población de Blokhus, lo que elevaría el total de la etapa a 35 km. . |        |
| 3                                          | 33 km    | Tise (240 hab.)       | Tranum (450 hab.)   | En esta etapa la ruta vuelve a dirigirse hacia la costa. Tras abandonar Tise, cruza por dos veces el río Ryå y discurriendo por campos de cultivo llega a Blokhus (500 hab.) con amplios servicios y lugar vacacional gracias a su notable playa. Atraviesa un bosque aledaño y llega a la más pequeña Rødhus. Vuelve a cruzar otro bosque en el que pasa junto a un pequeño lago y llega a Krogen (200 hab.). Junto a esta localidad se encuentra Tranum (en la imagen), final de la etapa. En ella existe un supermercado y a 3 km de distancia en dirección a la playa se sitúa el albergue. |        |
| 4                                          | 34 km    | Tranum (450 hab.)     | Løgstør (4100 hab.) | El camino continúa atravesando el pequeño pero notable bosque de Langdal. Se dirige hacia la playa de Slettestrand junto a la que se encuentran comercios y establecimientos hosteleros. Discurre un tramo entre la costa y el bosque de Svinklov pasando por un histórico hotel de playa construido en 1925. Abandona finalmente la costa y continúa hacia el interior para cruzar el bosque de Kollerup y llegar a Brøndum y Fjerritslev (3400 hab.) con amplios servicios. Tras esta población, la ruta se mantiene por campos de cultivo en dirección sur hasta llegar a Aggersund, punto donde se sitúa el puente para cruzar el Limfjord y así abandonar la isla de Vendsyssel-Thy. Tras entrar en la parte continental discurre un tramo junto a la costa hasta llegar a Løgstør (en la imagen). |        |
| 5                                          | 27 km    | Løgstør (4100 hab.)   | Aars (8250 hab.)    | La ruta parte de Løgstør en dirección sureste cruzando campos de cultivo hasta llegar a Vindblæs (230 hab.) que carece de servicios. Continúa y cruza los pequeños bosques de Rønhøj y Gatten para llegar al, también pequeño, lago de Sjørup y alcanzar posteriormente la localidad de Hornum (910 hab., en la imagen) que cuenta con supermercado. Un tramo de 6 km adicionales por campos de cultivo le permite llegar finalmente a Aars donde se une a la ruta que viene desde Frederikshavn para continuar hasta Viborg. |        |